# Stuart Kennedy
Stuart Robert Kennedy (* 31. Mai 1953 in Grangemouth, Falkirk) ist ein ehemaliger schottischer Fußballspieler auf der Position eines Verteidigers.

## Karriere

### Verein
Kennedy begann seine Profikarriere in der Saison 1971/72 bei seinem „Heimatverein“ FC Falkirk, mit dem er zunächst in der ersten Liga und seit dem Abstieg von 1974 in der zweiten Liga spielte.
1976 wurde Kennedy vom FC Aberdeen verpflichtet, mit dem er gleich in seiner ersten Saison 1976/77 den Ligapokal gewann. Weitere Erfolge stellten sich in den frühen 1980er Jahren unter dem Trainer Alex Ferguson ein: dem Meistertitel der Saison 1979/80 folgte der Gewinn des Drybrough Cup am Ende der Saison 1980/81 sowie in den beiden Folgejahren der schottische Pokalsieg in den Spielzeiten 1981/82 und 1982/83. In der letztgenannten Saison gewann Aberdeen auch den Europapokal der Pokalsieger. Auf dem Weg zu diesem Erfolg hatten sich die Dons unter anderem im Viertelfinale gegen den FC Bayern München durchgesetzt. Nach einem 5:1-Hinspielsieg gegen den belgischen Pokalsieger THOR Waterschei im Halbfinale, das aufgrund des deutlichen Ergebnisses eigentlich schon für die Vorentscheidung über den Finaleinzug gesorgt hatte, zog Kennedy sich ausgerechnet im Rückspiel (das 0:1 verloren wurde) eine schwere Knieverletzung zu, die das Ende seiner Fußballerlaufbahn bedeutete. Obwohl er im Finale gegen Real Madrid (2:1 n. V.) nicht mehr spieltauglich war, beorderte Alex Ferguson ihn aus Anerkennung für dessen hervorragende Leistungen in der Vergangenheit auf die Bank, damit er wenigstens auf diese Weise am wohl wichtigsten Spiel der Vereinsgeschichte des FC Aberdeen teilhaben konnte.

### Nationalmannschaft
1978 absolvierte Kennedy insgesamt sieben Einsätze für die schottische Nationalmannschaft und gehörte auch zum schottischen WM-Aufgebot, wo er die Vorrundenspiele gegen Peru (1:3) und Niederlande (3:2) bestritt. Am 18. November 1981 absolvierte er noch ein WM-Qualifikationsspiel gegen Portugal, das im Estádio da Luz von Lissabon mit 1:2 verloren wurde.

## Erfolge
- Europapokal der Pokalsieger: 1983
- Schottischer Fußball-Meister: 1980
- Schottischer Pokalsieger: 1982, 1983
- Schottischer Ligapokal: 1977
- Drybrough Cup: 1980